# Pomianów Górny
Pomianów Górny – wieś w Polsce położona w województwie dolnośląskim, w powiecie ząbkowickim, w gminie Kamieniec Ząbkowicki.
W latach 1975–1998 miejscowość administracyjnie należała do województwa wałbrzyskiego.
Do wojewódzkiego rejestru zabytków wpisany jest kościół św. Barbary w Pomianowie Górnym, filialny, z XVIII w.